# Eugene J. Martin
Eugene J. Martin, född 24 juli 1938 i Washington, D.C., USA, död 1 januari 2005 i Lafayette i Louisiana, var en afroamerikansk målare. Martin verkade inom abstrakt konst och collage.